# Synagoga w Pokoju
Synagoga w Pokoju – nieistniejąca synagoga, która znajdowała się w Pokoju.
Synagoga została zbudowana w 1864 roku. Obok niej również wzniesiono dom rabina. Podczas nocy kryształowej, późnym popołudniem 9 listopada 1938 roku bojówki hitlerowskie spaliły synagogę. Po zakończeniu II wojny światowej nie została odbudowana.